# Campionato mondiale di roller derby maschile
Il Campionato mondiale di roller derby maschile è una competizione sportiva internazionale a cadenza biennale, in cui si assegna il titolo mondiale di roller derby maschile.

## Elenco edizioni
| Anno          | Ospitante              |             | Finale    | Finale      | Finale    |           | Finale terzo e quarto posto | Finale terzo e quarto posto | Finale terzo e quarto posto |
| Anno          | Ospitante              | Vincente    | Risultato | 2º posto    | 3º posto  | Risultato | 4º posto                    |                             |                             |
| 2014 Dettagli | Inghilterra Birmingham | Stati Uniti | 260 - 71  | Inghilterra | Canada    | 196 - 111 | Francia                     |                             |                             |
| 2016 Dettagli | Canada Calgary         | Stati Uniti | 212 - 143 | Inghilterra | Australia | 243 - 174 | Canada                      |                             |                             |
| 2018 Dettagli | Spagna Barcellona      | Stati Uniti |           | Inghilterra | Australia |           | Francia                     |                             |                             |

### Albo d'oro
| Squadra     | 1º | 2º | 3º |
| Stati Uniti | 3  | 0  | 0  |
| Inghilterra | 0  | 3  | 0  |
| Canada      | 0  | 0  | 1  |